# Truesdale (Missouri)
Truesdale és una població dels Estats Units a l'estat de Missouri. Segons el cens del 2000 tenia 397 habitants.

## Demografia
Segons el cens del 2000, Truesdale tenia 397 habitants, 145 habitatges, i 94 famílies. La densitat de població era de 139,3 habitants per km².
Dels 145 habitatges en un 35,2% hi vivien nens de menys de 18 anys, en un 40,7% hi vivien parelles casades, en un 16,6% dones solteres, i en un 34,5% no eren unitats familiars. En el 29% dels habitatges hi vivien persones soles el 8,3% de les quals corresponia a persones de 65 anys o més que vivien soles. El nombre mitjà de persones vivint en cada habitatge era de 2,74 i el nombre mitjà de persones que vivien en cada família era de 3,45.
Per edats la població es repartia de la següent manera: un 32% tenia menys de 18 anys, un 8,1% entre 18 i 24, un 33,5% entre 25 i 44, un 15,4% de 45 a 60 i un 11,1% 65 anys o més.
L'edat mediana era de 32 anys. Per cada 100 dones de 18 o més anys hi havia 117,7 homes.
La renda mediana per habitatge era de 28.359 $ i la renda mediana per família de 29.583 $. Els homes tenien una renda mediana de 27.679 $ mentre que les dones 21.125 $. La renda per capita de la població era de 10.483 $. Entorn del 20,2% de les famílies i el 21,8% de la població estaven per davall del llindar de pobresa.

## Poblacions més properes
El següent diagrama mostra les poblacions més properes.